# Калугерица (община Радовиш)
Вижте пояснителната страница за други значения на Калугерица.
Калугерица  (на македонска литературна норма: Калуѓерица) е село в източната част на Северна Македония, община Радовиш.

## География
Селото се намира в Радовишкото поле, югоизточно от общинския център Радовиш.

## История
В XIX век Калугерица е село в Радовишка кааза на Османската империя. Според статистиката на Васил Кънчов („Македония. Етнография и статистика“) от 1900 година Калугерица има 100 жители българи християни и 190 турци.
В началото на XX век християнското население на селото е под върховенството на Българската екзархия. По данни на секретаря на екзархията Димитър Мишев („La Macédoine et sa Population Chrétienne“) през 1905 година в Калугерица (Kalougueritza) има 112 българи екзархисти.
След Междусъюзническата война в 1913 година селото попада в Сърбия.
Според Димитър Гаджанов в 1916 година в Калугерица живеят 316 турци и 63 българи.
В 1974 година митрополит Наум Злетовско-Струмишки поставя темелния камък на църквата „Свети Георги“, а готовата църква е осветена на 1 ноември 1980 година от епископ Горазд Тивериополски, администратор злетовско-струмишки. Иконите са изработени в 1975 година от иконописеца Дончо от Секирник.

## Личности
Родени в Калугерица
- Назим А. Нуманов (1919 – 1944), югославски партизанин, Струмишки партизански отряд[5]